# Mongolia en los Juegos Paralímpicos de Sochi 2014
Mongolia estuvo representada en los Juegos Paralímpicos de Sochi 2014 por un deportista masculino. El equipo paralímpico mongol no obtuvo ninguna medalla en estos Juegos.